# (3656) Hemingway

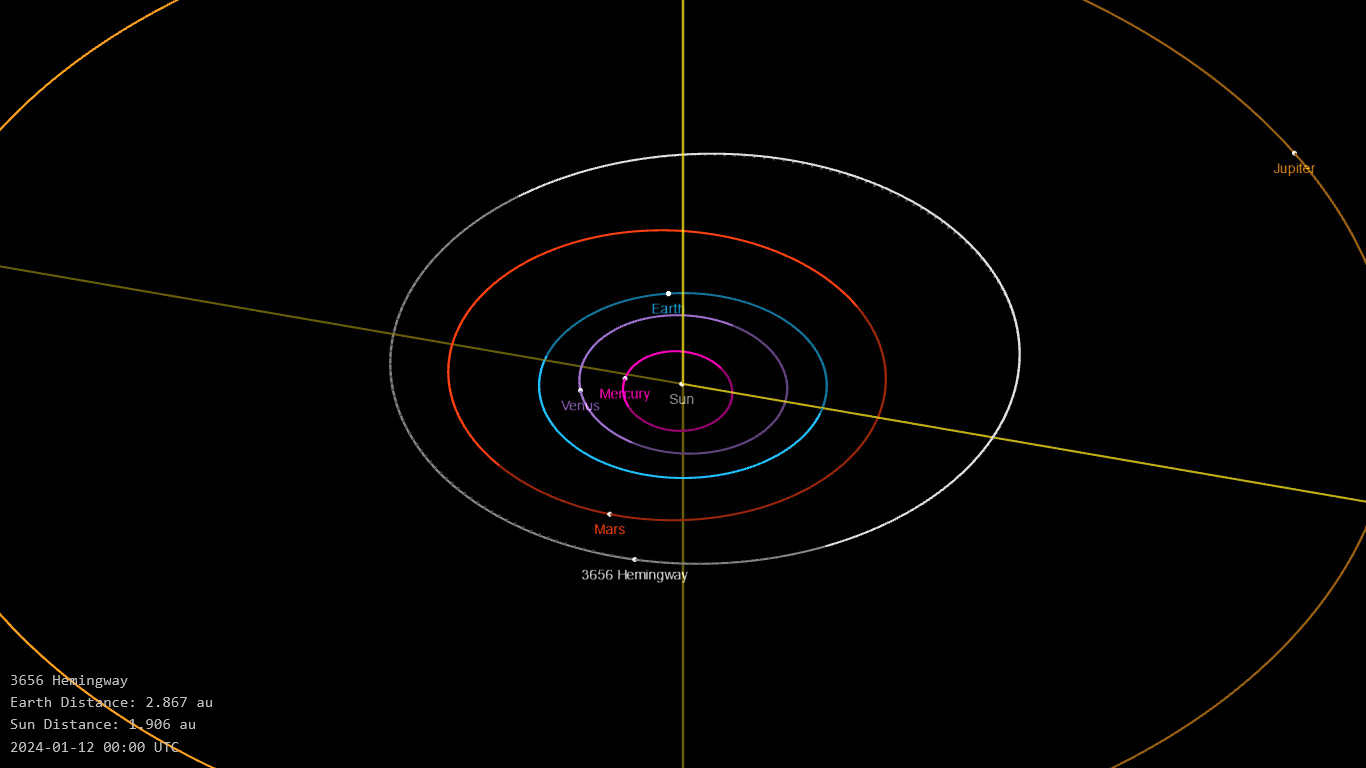

(3656) Hemingway est un astéroïde de la ceinture principale.

## Description
(3656) Hemingway est un astéroïde de la ceinture principale. Il fut découvert par Nikolaï Tchernykh le 31 août 1978 à Nauchnyj. Il présente une orbite caractérisée par un demi-grand axe de 2,2 UA, une excentricité de 0,14 et une inclinaison de 0,809° par rapport à l'écliptique.
Il fut nommé en hommage à l'écrivain américain Ernest Hemingway (1899-1961).

## Compléments